# خایمه مورنو (بازیکن فوتبال، زاده ۱۹۷۴)
خایمه مورنو (اسپانیایی: Jaime Moreno‎؛ زادهٔ ۱۹ ژانویهٔ ۱۹۷۴) بازیکن فوتبال اهل بولیوی بود.
از باشگاه‌هایی که در آن بازی کرده‌است می‌توان به باشگاه فوتبال دی‌سی یونایتد، باشگاه فوتبال سانتا فه، باشگاه فوتبال ومبلی، باشگاه فوتبال میدلزبرو، باشگاه فوتبال بلومینگ، و باشگاه فوتبال نیویورک رد بولز اشاره کرد.
وی همچنین در تیم ملی فوتبال بولیوی بازی کرده‌است.